# ووت مدل ۱۶۰۰
ووت مدل ۱۶۰۰ (به انگلیسی: Vought Model 1600) یک هواپیمای ساختِ کارخانهٔ ووت و جنرال داینامیکس در کشور ایالات متحده آمریکا است. نخستین استفاده‌کنندهٔ این هواپیما نیروی دریایی ایالات متحده آمریکا بوده‌است.